# Xyris panacea
Xyris panacea là một loài thực vật hạt kín trong họ Hoàng đầu. Loài này được L.C.Anderson & Kral mô tả khoa học đầu tiên năm 2008.